# Drama u Moskvi
Drama u Moskvi (rus. "Драма в Москве") - ruski film redatelja Vasilija Gončarova.

## Radnja
Film govori o glumici, koja dobiva brzojav iz kojeg saznaje da može dobiti sto tisuća rubalja, jer je dobila parnicu. Nakon toga ona, zajedno s obožavateljem, u šetnji Moskvom posjećuje razne restorane. Šetajući parkom, obožavatelj pokušava poljubiti glumicu, ali ona mu to ne dopušta, naposljetku obožavatelj puca u nju, a zatim u sebe.

## Uloge
- Pjotr Čardinin
- Aleksandra Gončarova

## Vanjske poveznice
- Drama u Moskvi na Kino Poisk